# Samuel Noah Kramer
Samuel Noah Kramer (Kiev, 28 de setembro de 1897 — Filadélfia, 26 de novembro de 1990) foi um assiriólogo e professor.

## Biografia
Filho de Benjamin e Kramer Yetta, em 1905, como resultado das medidas anti-semitas do czar Nicolau II da Rússia, a sua família emigrou para os Estados Unidos da América, tendo o seu pai estabelecido uma escola de língua hebraica na Filadélfia.
Após concluir o equivalente ao Ensino Médio (Ensino Secundário) e ter obtido um bacharelado, Kramer tentou diversas profissões, incluindo o ensino na escola do seu pai, vindo a tornar-se um escritor e um homem negócios. Sobre este período, declarou, mais tarde, em sua autobiografia: "Finalmente compreendi que poderia muito bem voltar às minhas origens e tentar utilizar o aprendizado em hebraico em que eu tinha investido tanto da minha juventude, e utilizá-lo de alguma forma para um futuro académico".
Transferiu-se para o Departamento de Estudos Orientais da Universidade da Pensilvânia, onde veio a trabalhar Efraim Avigdor Speiser, que viria a tornar-se uma das mais importantes figuras do mundo dos estudos da Antiguidade do Próximo Oriente. Speiser estava tentando decifrar os tabletes de argila com escrita cuneiforme, datados da Idade do Bronze tardia, cerca de 1300 a.C.. Foi aqui que Kramer iniciou a sua longa carreira trabalhando na decifração do sistema de escrita cuneiforme.
Kramer obteve o seu doutoramento em 1929, e destacou-se pela decifração de placas com escrita cuneiforme espalhadas no acervo de museus por todo o mundo. Aposentou-se formalmente da vida académica em 1968, mas manteve-se activo ainda por muitos anos.
Recebeu a Medalha Benjamin Franklin de 1987.